# Галактионовы
Галактионовы (Голокхтионовы, Галахтионовы) — древний дворянский род.
Род внесён в VI часть родословной книги Костромской губернии.

## История рода
Сергей Галактионов владел поместьем в Дедиловском уезде (ранее 1588). Алексей Еролин, Мартын Фёдорович, Прокофий, Сафон и Елисей Гавриловичи владели поместьями в Орловском уезде (1594).
Владели поместьями в Рязанском уезде Матвей, Борис и Шестой Ивановичи (1615—1628). Короченский сын боярский Алфёр Галактионов захвачен в плен татарами (1646). Сын боярский Мартын Галактионов владел поместьем в Данковском уезде (1679).